# يسار مناهض للستالينية

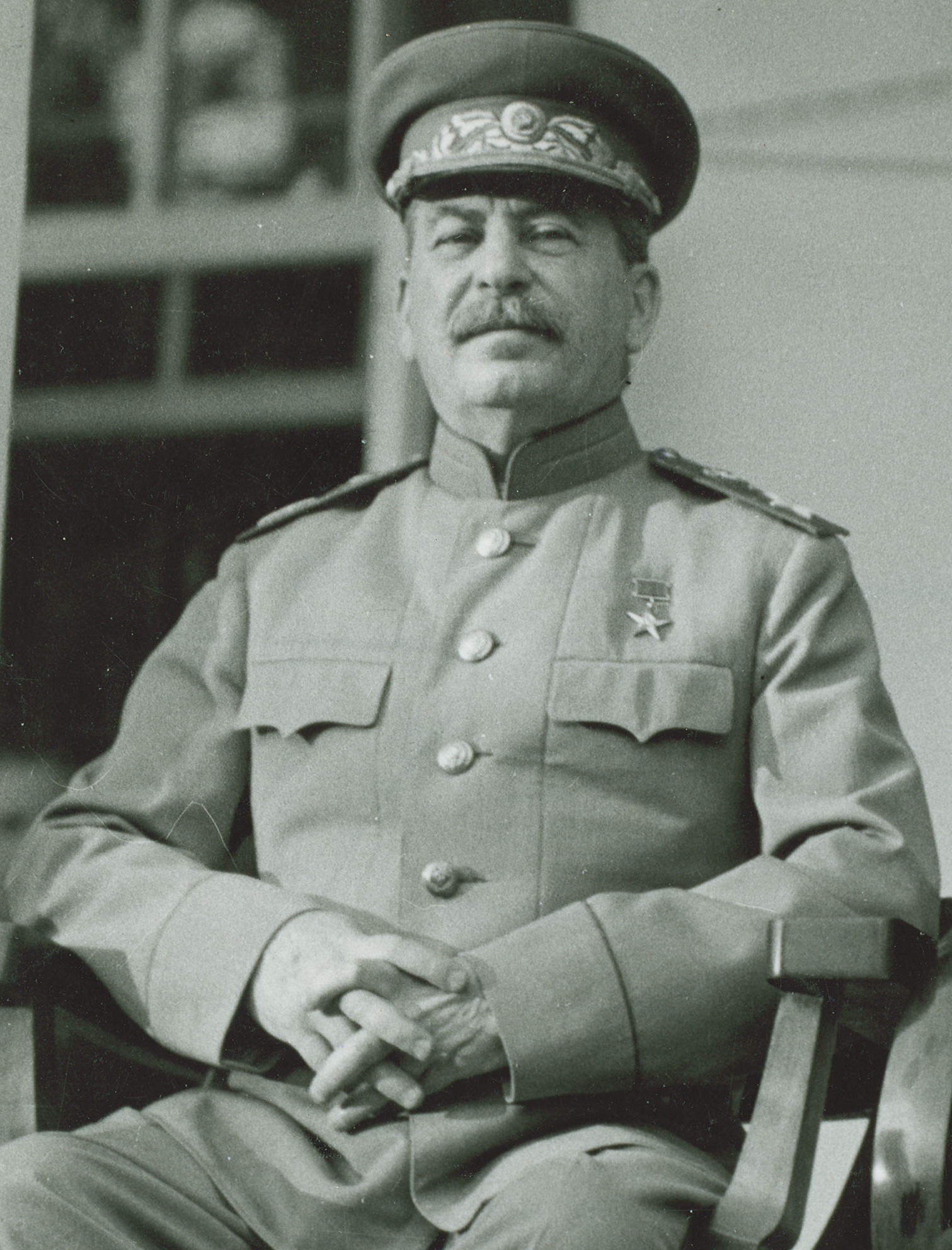
جوزيف ستالين

اليسار المناهض للستالينية (بالإنجليزية: Anti-Stalinist left) هو مصطلح يشير إلى أنواع مختلفة من الحركات السياسية الماركسية المعارضة لجوزيف ستالين والستالينية والستالينية الجديدة، إلى جانب معارضة نظام الحكم الذي نفذه ستالين كزعيم للاتحاد السوفيتي بين عامي 1924 و 1953. يشير هذا المصطلح أيضًا إلى الشخصيات السياسية البارزة والبرامج الحكومية التي عارضت جوزيف ستالين وحكمه الشيوعي، مثل ليون تروتسكي وغيره من الماركسيين التقليديين داخل اليسار المعارض. في علم التاريخ الغربي، يوصف ستالين بأنه أحد أسوأ الشخصيات وأكثرها شهرة في التاريخ الحديث.
في السنوات الأخيرة، أصبح من الممكن أن يشير المصطلح إلى معارضة اليسار ويسار الوسط للأنظمة الديكتاتورية وعبادة الشخصية والشمولية والدول البوليسية، إذ جميع هذه السمات تُنسب عادةً إلى الأنظمة الماركسية اللينينية التي استلهمت من الستالينية مثل أنظمة كيم إل سونغ وأنور خوجة وغيرهم، بما في ذلك الكتلة الشرقية السابقة. شاركت بعض الحركات البارزة مع اليسار المناهض للستالينية مثل التروتسكية والتيتوية واللاسلطوية والاشتراكية التحررية والشيوعية اليسارية والماركسية التحررية واليمين المعارض داخل الحركة الشيوعية والاشتراكية الديمقراطية والديمقراطية الاجتماعية.

## انتقادات العصر الثوري (ما قبل 1924)
في البداية، شجعت الغالبية العظمى من اليسار السياسي الثورة البلشفية في العصر الثوري. بدايةً، تلقى البلاشفة وسياساتهم الكثير من الدعم لأن تنظيم الحركة في الأصل كان على يد لينين وقادة آخرون ضمن منهج تحرري. ومع ذلك، مع استخدام المزيد من الأساليب القمعية السياسية، فقد البلاشفة بشكل مطلق دعم العديد من اللاسلطويين والثوار. كان من بين الشيوعين اللاسلطوين البارزين والماركسيين التحرريين مثل سيلفيا بانكهيرست وروزا لوكسمبورغ، وبعد ذلك، إيما جولدمان التي كانت من بين أول منتقدي البلشفية اليساريين.

انتقدت روزا لوكسمبورغ بشدة الأساليب التي استخدمها البلاشفة للاستيلاء على السلطة في ثورة أكتوبر مدعية أنها «لم تكن حركة شعبية، بل من صنع البرجوازية». في المقام الأول، استندت انتقادات لوكسمبورغ إلى الطريقة التي قمع بها البلاشفة الحركات اللاسلطوية. في إحدى مقالاتها المنشورة بعنوان «مسألة القوميات في الثورة الروسية»، توضح مايلي:
«من المؤكد أنه في كل هذه الحالات، لم يكن «الشعب» هو من شارك في هذه السياسات الرجعية، بل فقط أفراد الطبقات البرجوازية والبرجوازية الصغيرة، الذين قاموا - في حالة معارضة شديدة لجماهيرهم من البروليتارية – بإفساد «الحق الوطني في تقرير المصير» وتحويله إلى أداة خاضعة لسياساتهم الطبقية المناهضة للثورة».
بسبب انتقاداتها المبكرة للبلاشفة، عمد ستالين على تشويه إرثها بمجرد وصوله إلى السلطة. وفقًا لتروتسكي، كان ستالين «يختلق الأكاذيب حولها في كثير من الأحيان ويشوه صورتها» في نظر الجمهور.

ساءت العلاقات بين اللاسلطويين والبلاشفة في روسيا السوفيتية نتيجة قمع الحركات المناهضة مثل تمرد كرونشتات وحركة الجيش الأوكراني الثوري المتمرد. يُعد تمرد كرونشتات (مارس عام 1921) لحظةً رئيسية انفصل خلالها العديد من اليساريين التحرريين والديمقراطيين عن البلاشفة، ليقوموا بوضع الأسس الخاصة باليسار المناهض للستالينية. قال الاشتراكي الأمريكي المناهض للستالينية دانيال بيل في وقت لاحق:
يقال إن كل جيل لاسلطوي سيكون له كرونشتات خاصة به. بالنسبة للبعض تمثل الأمر في محاكمات موسكو، وبالنسبة للآخرين في الاتفاق الألماني السوفيتي، وبالنسبة للبعض الأخر في المجر (محاكمة لاسزلو راجك أو الثورة المجرية عام 1956)، أو تشيكوسلوفاكيا (إبعاد جان مازاريك في عام 1948 أو ربيع براغ عام 1968)، بالإضافة إلى جولاج والإبادة الجماعية في كمبوديا والأحكام العرفية في بولندا (مع وجود المزيد منها في المستقبل). كانت الكرونشتات الخاصة بي هي الكرونشتات بحد ذاتها.
صاغ لويس فيشر، وهو مناهض رئيسي آخر للستالينية، مصطلح «لحظة كرونشتات» لهذا الغرض بالتحديد.

مثل روزا لوكسمبورغ، انتقدت إيما جولدمان بشكل أساسي نظام اللينينية في القيادة، لكن انتقل تركيزها في النهاية إلى ستالين وسياساته بعد صعوده إلى السلطة. في مقالها المعنون «لا توجد شيوعية في روسيا»، توضح جولدمان بالتفصيل كيف «أساء ستالين استخدام سلطة منصبه» إذ قام بإنشاء نظام ديكتاتوري. تقول في هذا النص:
«بمعنى آخر، إن اللجنة المركزية والمكتب السياسي للحزب خاضعان لحكم رجل واحد، وهو ستالين. لوصف مثل هذه الديكتاتورية، فإن هذا الاستبداد الشخصي يمثل قوة مطلقة تفوق أي قيصر، باسم الشيوعية، وهذا بالنسبة لي يبدو ذروة الحماقة».
أكدت إيما جولدمان أنه «ليس هناك أي علامة في روسيا السوفيتية تدل على شيوعية الدولة الاستبدادية». استمرت إيما جولدمان بانتقاد ستالين وأسلوب الحكم البلشفي حتى وفاتها في عام 1940.
بشكل عام، انتقد الشيوعيون واللاسلطويون اليساريون الطبيعة الدولانية والقمعية والشمولية للماركسية اللينينية، والتي تطورت في النهاية لتصبح الستالينية وتبني سياسة ستالين بشكل عام.
وفقًا للمؤرخ مارسيل ليبمان، انطلق لينين في سياساته في زمن الحرب، مثل حظر أحزاب المعارضة، مدفوعًا بحقيقة أن العديد من الأحزاب السياسية إما حملت السلاح ضد الحكومة السوفيتية الجديدة (جمهورية روسيا الاتحادية الاشتراكية السوفيتية) أو شاركت في التخريب، أو التعاون مع الملكية المطلقة، أو قامت بمحاولات اغتيال لينين وغيره من القادة البلشفيين.